# Christian Ryan
Christian Ryan (ur. 5 czerwca 1977 w Warrnambool) – australijski wioślarz. Srebrny medalista olimpijski z Sydney.
Zawody w 2000 były jego jedynymi igrzyskami olimpijskimi. Zajął drugie miejsce w ósemce. Wspólnie z nim płynęli Alastair Gordon, Mike McKay, Nick Porzig, Robert Jahrling, Stuart Welch, Daniel Burke, Jaime Fernandez i Brett Hayman.